# هيبة الله حاجي عاليف
هيبة الله حاجي عاليف (مواليد 30 يونيو 1991) هو ملاكم أذربيجاني، مثّل بلاده في الألعاب الأولمبية الصيفية 2012.

## روابط خارجية
هيبة الله حاجي عاليف على موقع بوكس ريك (الإنجليزية) (registration required)
- هيبة الله حاجي عاليف على موقع اللجنة الأولمبية الدولية (الإنجليزية)
- هيبة الله حاجي عاليف على موقع أوليمبيديا (الإنجليزية)